# Clarkia biloba
Clarkia biloba es una especie de planta anual perteneciente a la familia Onagraceae conocida con el nombre común de "twolobe clarkia". es originaria de California,donde se encuentra desde las estribaciones de Sierra Nevada; una subespecie puede estar en el Área de la Bahía de San Francisco. Crece en el chaparral y en hábitats de bosques. 

## Descripción
Clarkia biloba es una hierba anual con un tallo erecto que alcanza un metro de altura máxima. Las hojas son lineales a lanceoladas y de seis centímetros de largo. Cada una es llevada en un corto pecíolo. La parte superior del tallo erecto es ocupado por la inflorescencia, que lleva colgando por encima las flores abiertas. Estas tienen los sépalos de color rosa o rojo púrpura que permanecen fusionados como los pétalos. Los pétalos tienen hasta 2,5 centímetros de largo y son de color rosa a lavanda o magenta, a veces moteados de rojo. Cada pétalo tiene una punta de dos lóbulos. Tiene 8 estambres, algunos de ellos con las grandes anteras lilas y otros con pequeñas anteras más pálidas. El estigma sobresale más allá de los estambres.
Hay tres subespecies de esta flor silvestre. La más rara, el Clarkia biloba (ssp. australis), es conocida sólo en río Merced, en las estribaciones de la Sierra, donde se ve amenazada por el mantenimiento de carreteras y por las plantas invasoras.